# مارینوس اوزونیدیس

## دوران باشگاهی
اوزونیدیس کار حرفه ای خود را با بازی در باشگاه یونانی اشکودا زانتی به عنوان مدافع از سال ۱۹۸۷ تا ۱۹۹۲ آغاز کرد.
او سپس به پاناتینایکوس منتقل شد و در آنجا مهارت‌های بسیار خوبی را به عنوان مدافع لیبرو توسعه داد و به یکی از اعضای اصلی تیم درخشانی تبدیل شد که قهرمانی‌های لیگ یونان در سال‌های ۱۹۹۵ و ۱۹۹۶ را فتح کرد. در این دوره آخر، "شمروک سبز" به نیمه نهایی لیگ قهرمانان اروپا راه یافت.
عملکرد خوب در نهایت منجر به انتقال دو ساله به لو آور در فرانسه شد. اوزونیدیس در سال ۱۹۹۹ به لیگ یونان بازگشت و تا سال ۲۰۰۱ در تیم پانیلیاکوس بازی کرد.
اوزونیدیس سرانجام راهی آپوئل قبرس شد و پس از کسب عنوان قهرمانی و سوپرکاپ در سال ۲۰۰۲، پس از فصل ۰۳–۲۰۰۲ در آنجا بازنشسته شد.

## دوران ملی
دوران حرفه ای بین المللی اوزونیدیس شامل ۴۹ بازی ملی با تیم ملی فوتبال یونان است، و حتی در زمان مدیریت واسیلی دانیل، کاپیتان تیم بود و قبل از حضور ترایانوس دلاس، زوج قابل توجهی با نیکوس دابیزاس ساخت.

### آمار بین المللی
| تیم ملی | سال   | پاس گل | گل |
| ------- | ----- | ------ | -- |
| یونان   | ۱۹۹۲  | ۱      | ۰  |
| یونان   | ۱۹۹۳  | ۰      | ۰  |
| یونان   | ۱۹۹۴  | ۰      | ۰  |
| یونان   | ۱۹۹۵  | ۴      | ۰  |
| یونان   | ۱۹۹۶  | ۷      | ۱  |
| یونان   | ۱۹۹۷  | ۷      | ۰  |
| یونان   | ۱۹۹۸  | ۳      | ۱  |
| یونان   | ۱۹۹۹  | ۱۵     | ۰  |
| یونان   | ۲۰۰۰  | ۱۰     | ۲  |
| یونان   | ۲۰۰۱  | ۲      | ۰  |
| مجموع   | مجموع | ۴۹     | ۴  |

| ردیف. | تاریخ          | محل                                           | حریف            | گل  | نتیجه | رقابت                 | منبع |
| ----- | -------------- | --------------------------------------------- | --------------- | --- | ----- | --------------------- | ---- |
| ۱     | ۱ سپتامبر ۱۹۹۶ | استادیوم متروپولیتن کالاماتا، کالاماتا، یونان | بوسنی و هرزگوین | ۱–۰ | ۳–۰   | جام جهانی فوتبال ۱۹۹۸ |      |
| ۲     | ۱۴ اکتبر ۱۹۹۸  | المپیک آتن, آتن, یونان                        | گرجستان         | ۳–۰ | ۳–۰   | جام ملت‌های اروپا ۲۰۰۰ |      |
| ۴     | ۲۳ فوریه ۲۰۰۰  | استادیوم متروپولیتن کالاماتا، کالاماتا، یونان | اتریش           | ۳–۱ | ۴–۱   | دوستانه               |      |
| ۴     | ۱۶ اوت ۲۰۰۰    | اسپنمووس, سنت گالن, سوئیس                     | سوئیس           | ۱–۱ | ۲–۲   | دوستانه               |      |

## دوران مربیگری
زمانی که اوزونیدیس به عنوان بازیکن فوتبال به پایان رسید، تیم کاپادوکس الکساندوپولیس ( دسته چهارم یونان ) را به عنوان سرمربی هدایت کرد.بعداً، در فصل ۰۶–۲۰۰۵ ، او به عنوان دستیار سرمربی در زانتیا خدمت کرد. در ماه مه ۲۰۰۶ او سرمربی آپوئل شد. اولین فصل او فصل بسیار خوبی بود که اول شد و سه بازی قبل از پایان فصل قهرمان شد. تیم او به نیمه نهایی جام قبرس نیز رسید. او در فصل دوم پس از چهار تساوی و سه شکست در ۱۵ بازی اول از آپوئل استعفا داد.
او پیشنهاد AEL را در ۹ می ۲۰۰۸ پذیرفت. در اولین فصل حضورش در AEL او بسیار موفق بود که تیم را به پلی آف رساند و یک جایگاه در لیگ اروپای بعدی را تضمین کرد. به نظر می رسید رکورد او در سال اول ایده پیلاداکیس رئیس AEL در مورد استفاده از مربیان جوان یونانی برای هدایت تیم به موفقیت را تأیید می کرد. متأسفانه سال دوم او در AEL بد شروع شد زیرا این تیم در اولین مرحله مقدماتی لیگ اروپا حذف شد و در ۲۲ فوریه ۲۰۱۰ این مربی جوان اخراج شد زیرا لاریسا خود را بالاتر از منطقه سقوط یافته بود.  در ۹ اوت، اوزونیدیس قراردادی را با ایراکلیس امضا کرد.  در ۳۱ ژانویه ۲۰۱۱، در حالی که باشگاه تنها سه امتیاز بالاتر از سقوط داشت، از سمت خود به عنوان سرمربی استعفا داد.  در مه ۲۰۱۱، اوزونیدیس به اشکودا زانتی بازگشت، جایی که تا سپتامبر ۲۰۱۲ در آنجا ماند و پس از متحمل شدن یک شکست خانگی ۳-۰ در مقابل از سمت خود استعفا داد. PAOK
در تابستان ۲۰۱۳، اوزونیدیس مدیریت تیم سوپرلیگ پلاتانیاس را بر عهده گرفت، اما در پایان سال ۲۰۱۳ باشگاه را ترک کرد. در ژانویه ۲۰۱۴، او به عنوان مدیر باشگاه همکار ارگوتلیس در کرت منصوب شد و در اواسط فصل جایگزین یانیس پتراکیس شد.  او باشگاه را به مقام هفتم رساند، بهترین در تاریخ باشگاه، با جمع آوری رکورد ۴۴ امتیاز (هم تراز با رقیب محلی OFI در رده ششم). او پس از پایان فصل ۱۴–۲۰۱۳ باشگاه را ترک کرد.
در دسامبر ۲۰۱۴، اوزونیدیس به عنوان سرمربی پانیونیوس منصوب شد، که با آن در دو بازی داخلی، با ثبت ۲۸ پیروزی و ۲۰ تساوی در ۷۰ بازی که سرپرستی آن را برعهده داشت، میزان موفقیت بالایی داشت.  در ۱۰ اوت ۲۰۱۶، قرارداد او با باشگاه به طور یک جانبه فسخ شد، عمدتاً به دلیل مسائل بی وفایی که توسط هیئت مدیره مطرح شد، به دلیل اینکه اوزونیدیس همزمان در حال مذاکره با المپیاکوس بر سر یک انتقال احتمالی حرفه ای بود. 
در ۱ دسامبر ۲۰۱۶، اوزونیدیس با قراردادی یک و نیم ساله با پاناتینایکوس موافقت کرد تا پست مدیریتی خالی باشگاه را به عهده بگیرد، درست پس از جدایی آندره آ استراماچونی ، سرمربی سابق.  اولین بازی او به عنوان سرمربی، پیروزی ۱-۰ بر پائوک در ورزشگاه آپوستولوس نیکولایدیس سه روز بعد بود.  علیرغم اینکه جیانیس آلافوزوس ، رئیس هیئت مدیره، بودجه باشگاه را متوقف کرد و کاهش شدید بودجه را به عنوان ابزاری برای کاهش بدهی پاناتینایکوس، به او نسبت داد که مشتاق مدیریت تیم بود. در ۷ مه ۲۰۱۸، اوزونیدیس اعلام کرد که در پایان قراردادش باشگاه را ترک خواهد کرد و آمادگی خود را برای بازگشت به پاناتینایکوس در آینده تحت شرایط مختلف مالی و اداری ابراز کرد. 
در ۲۵ می ۲۰۱۸، اوزونیدیس با قراردادی دوسالانه، تنها چند ساعت پس از جدایی مانولو خیمنز از این باشگاه، به عنوان سرمربی آ. ا. ک آتن ، قهرمان فصل ۱۸–۲۰۱۷ سوپرلیگ یونان، منصوب شد.  پس از نیمه اول فصل ۱۹–۲۰۱۸ سوپر لیگ یونان ، AEK در لیگ بسیار ضعیف عمل کرد و پس از قهرمانی در لیگ در فصل قبل، انتظارات بسیار بالا بود. آنها همچنین تیمی بودند که در مرحله گروهی لیگ قهرمانان اروپا ۱۹–۲۰۱۸ ، بدترین آمار عملکرد را داشتند، پس از شکست در هر ۶ بازی گروهی، زدن تنها دو گل، دریافت ۱۳ گل، موافق و مخالف رکورد -۱۱ و کسب ۰ امتیاز حذف شدند. در گروه خود اوزونیدیس پس از تساوی ۱-۱ خانگی در دربی خانگی با تیم محبوب پائوک در فوریه ۲۰۱۹ اخراج شد.
پس از بیش از یک سال وقفه از بازی، در فوریه ۲۰۲۰، او برای دومین بار در دسته اول قبرس به عنوان سرمربی آپوئل بازگشت. درست مانند اولین دوره خود، او نتوانست به تیم کمک کند تا به مرحله گروهی لیگ قهرمانان یا لیگ اروپا راه پیدا کند و همراه با فرم ضعیف در لیگ داخلی، متعاقباً در ۲۸ اکتبر ۲۰۲۰ از سرمربیگری برکنار شد.
در ۲۳ ژوئیه ۲۰۲۱، اوزونیدیس به دنبال باخت ۰-۱ مقابل لاچی ، تیم ضعیف آلبانیایی در دور دوم مقدماتی لیگ اروپا ۲۲–۲۰۲۱، از سمت سرمربیگری باشگاه کرایووا برکنار شد. 
در ۲۷ فوریه ۲۰۲۲، اوزونیدیس به عنوان سرمربی باشگاه الفیصلی عربستان سعودی منصوب شد. 
در ۲۱ ژانویه ۲۰۲۳، اوزونیدیس بار دیگر به عنوان سرمربی باشگاه الفیصلی منصوب شد.  او در ۱۶ مارس ۲۰۲۳ برکنار شد. 
وی در ۱۳ ژوئن ۲۰۲۳ به عنوان سرمربی تیم گل‌گهر سیرجان منصوب شد.

## آمار مربیگری
تا تاریخ ۳ دی ۱۴۰۲
| آپوئل                 | ۱ ژوئیه ۲۰۰۶   | ۷ ژانویه ۲۰۰۸   | ۵۷  | ۳۷  | ۱۰  | ۱۰  | ۰۶۵ |
| لاریسا                | ۱ ژوئیه ۲۰۰۸   | ۲۲ فوریه ۲۰۱۰   | ۶۴  | ۱۹  | ۲۱  | ۲۴  | ۰۳۰ |
| ایراکلیس              | ۹ اوت ۲۰۱۰     | ۳۱ ژانویه ۲۰۱۱  | ۲۳  | ۶   | ۹   | ۸   | ۰۲۶ |
| زانتی                 | ۱ ژوئیه ۲۰۱۱   | ۲۲ سپتامبر ۲۰۱۲ | ۳۶  | ۱۲  | ۸   | ۱۶  | ۰۳۳ |
| زانتی                 | ۳ دسامبر ۲۰۱۲  | ۲۱ آوریل ۲۰۱۳   | ۲۱  | ۹   | ۶   | ۶   | ۰۴۳ |
| پلاتانیاس             | ۲۸ مه ۲۰۱۳     | ۴ نوامبر ۲۰۱۳   | ۱۲  | ۱   | ۶   | ۵   | ۰۰۸ |
| ارگوتلیس              | ۲۰ ژانویه ۲۰۱۴ | ۱۴ مه ۲۰۱۴      | ۱۴  | ۷   | ۲   | ۵   | ۰۵۰ |
| پانیونیوس             | ۹ دسامبر ۲۰۱۴  | ۸ اوت ۲۰۱۶      | ۷۰  | ۲۸  | ۲۰  | ۲۲  | ۰۴۰ |
| پاناتینایکوس          | ۱ دسامبر ۲۰۱۷  | ۷ مه ۲۰۱۸       | ۷۴  | ۳۶  | ۱۸  | ۲۰  | ۰۴۹ |
| آ. ا. ک آتن           | ۲۵ مه ۲۰۱۸     | ۵ فوریه ۲۰۱۹    | ۳۴  | ۱۸  | ۷   | ۹   | ۰۵۳ |
| آپوئل                 | ۱۲ فوریه ۲۰۲۰  | ۲۸ اکتبر ۲۰۲۰   | ۱۷  | ۶   | ۴   | ۷   | ۰۳۵ |
| یونیورسیتاتئا کرایووا | ۷ فوریه ۲۰۲۱   | ۲۳ ژوئیه ۲۰۲۱   | ۲۶  | ۱۲  | ۷   | ۷   | ۰۴۶ |
| الفیصلی               | ۲۶ فوریه ۲۰۲۲  | ۳۰ ژوئن ۲۰۲۲    | ۱۴  | ۵   | ۶   | ۳   | ۰۳۶ |
| الفیصلی               | ۲۱ ژانویه ۲۰۲۳ | ۱۶ مارس ۲۰۲۳    | ۸   | ۱   | ۲   | ۵   | ۰۱۳ |
| گل‌گهر سیرجان          | ۱۳ ژوئن ۲۰۲۳   | اکنون           | ۱۳  | ۴   | ۷   | ۲   | ۰۳۱ |
| مجموع                 | مجموع          | مجموع           | ۴۸۳ | ۲۰۱ | ۱۳۳ | ۱۴۹ | ۰۴۲ |

## افتخارات

### به عنوان بازیکن
زانتی
- سوپر لیگ فوتبال یونان: ۸۹–۱۹۸۸

پاناتینایکوس
- سوپر لیگ فوتبال یونان: ۹۶–۱۹۹۵، ۹۵–۱۹۹۴
- جام حذفی فوتبال یونان: ۹۵–۱۹۹۴، ۹۴–۱۹۹۳، ۹۳–۱۹۹۲
- سوپر جام فوتبال یونان: ۱۹۹۳، ۱۹۹۴

آپوئل
- لیگ دسته اول فوتبال قبرس: ۰۲–۲۰۰۱
- سوپر جام فوتبال قبرس: ۲۰۰۲

### به عنوان مربی
آپوئل
- لیگ دسته اول فوتبال قبرس: ۰۷–۲۰۰۶

 یونیورسیتاتئا کرایووا
- جام حذفی فوتبال رومانی: ۲۱–۲۰۲۰
- سوپر جام فوتبال رومانی: ۲۰۲۱

فردی
- بهترین مربی سوپر لیگ فوتبال یونان: ۱۶–۲۰۱۵